# Szingapúr demográfiája
2023 júniusában Szingapúr lakossága 5,92 millió fő. Ebből az 5,92 millió emberből 4,15 millió a lakosok száma, amely 3,61 millió állampolgárból és 540 000 állandó lakosból áll. A fennmaradó 1,77 millió Szingapúrban élő ember a nem rezidensek közé tartozik, amely csoport főként politikai jogokkal nem rendelkező, helyben lakó munkavállalókból áll, akiket rendszeresen kizárnak a hivatalos demográfiai statisztikákból.
Szingapúr egy soknemzetiségű és multikulturális ázsiai társadalom. A főbb vallások közé tartozik a buddhizmus, a kereszténység, az iszlám, a taoizmus és a hinduizmus. A lakosság nagyjából a CMIO (kínai-maláj-indiai-indiai-más) kategorizálási rendszer szerint szerveződik. Bár a malájokat őshonos közösségként ismerik el, az állampolgárok és az állandó tartózkodási vízummal rendelkezők 75,9%-a kínai etnikumú, a malájok és az indiaiak pedig 15,0%-ot, illetve 7,5%-ot tesznek ki. A három legnagyobb etnikai csoport együttesen az állampolgárok 98,4%-át teszi ki. A fennmaradó 1,6% az "egyéb" rasszok tagjaiból áll, amely nagyrészt eurázsiaiakból áll. A hosszú távú megszállás ellenére Szingapúr a lakosság 29%-át nem rezidensként tartja nyilván a rezidens statisztikák szempontjából. Hivatalosan a vegyes fajú szingapúriakat gyakran úgy tekintik, mint akik az apjuk faját viselik. A faji besorolás azonban, például az egyén személyi igazolványában, tükrözheti szüleik mindkét etnikai hovatartozását is.
Szingapúrban négy hivatalos nyelv van: Az angol, a maláj, a mandarin és a tamil. A maláj a szimbolikus nemzeti nyelv, míg az angol a fő munkanyelv. Az oktatás Szingapúrban kétnyelvű, a tanítás nyelve az angol. A diákoknak egy második nyelvet is meg kell tanulniuk, általában maláj, mandarin vagy tamil nyelvet. A szingapúri köznyelvben gyakran használják a szinglish nyelvet, egy helyi kreol nyelvet és akcentust, amelyet Szingapúr minden őslakos faja használ. Létezik még a szingdarin, egy mandarin kreol.
A teljes népesség éves növekedési rátája 2020-ban -0,3% volt. A szingapúri lakosok teljes termékenységi rátája (TFR) 1,10 volt; a szingapúri kínai, maláj és indiai termékenységi ráta 0,94, 1,83 és 0,97 volt.